# ヴォルホフ川
ヴォルホフ川（ヴォルホフがわ、ロシア語: Во́лхов / Volkhov, フィンランド語: Olhavanjoki, ドイツ語: Wolchow）は、ロシア北西部のノヴゴロド州とレニングラード州を流れる河川である。

## 地理

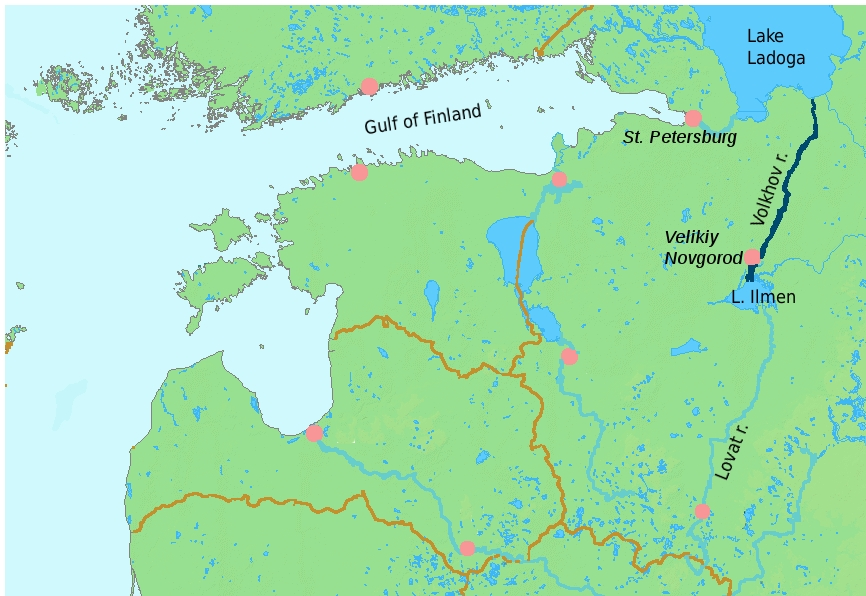
ヴォルホフ川の流路

イリメニ湖から流れ出し、北へ流れ、ヨーロッパでも最大の湖であるラドガ湖に流れ込む。この間の距離は224kmで、ラドガ湖に入る河川の中では、オネガ湖から流れるスヴィリ川に次ぎ2番目に大きな支流である。ヴォルホフ川は全域にわたり航行可能である。流量はイリメニ湖の水位によって異なるが、ラドガ湖の河口付近で平均580 m³/s 、最大時で2,900 m³/s 、最小時で44 m³/s となる。後述するダムの建設以前、勾配が非常に小さいヴォルホフ川では、上流のイリメニ湖周辺では雨量が少ない時期に下流では大雨や春の雪解け水で増水し、結果流れが逆流してラドガ湖方面からイリメニ湖の方へ向かう時もあった。ヴォルホフ川は11月末に凍結し、4月初めに氷が解ける。
ヴォルホフ川の水位は、現在では河口から25kmのヴォルホフ市にあるヴォルホフ水力発電所のダムにより調整されている。ヴォルホフダムはソビエト連邦がこの地域に最初に建設した水力発電用ダムで、ゴエルロ計画（GOELRO plan, план ГОЭЛРО）により1926年12月19日に完成した。このダムは水力発電のほかに、かつて急流があり水運の難所として知られていた下流域を航行できるようにするための目的も兼ねている。
ヴォルホフ川の上流はイリメニ湖を迂回するシヴェルソフ運河でムスタ川とつながっている。下流では、ラドガ湖南岸を迂回する新ラドガ運河でネヴァ川、シャシ川、スヴィリ川につながっている。

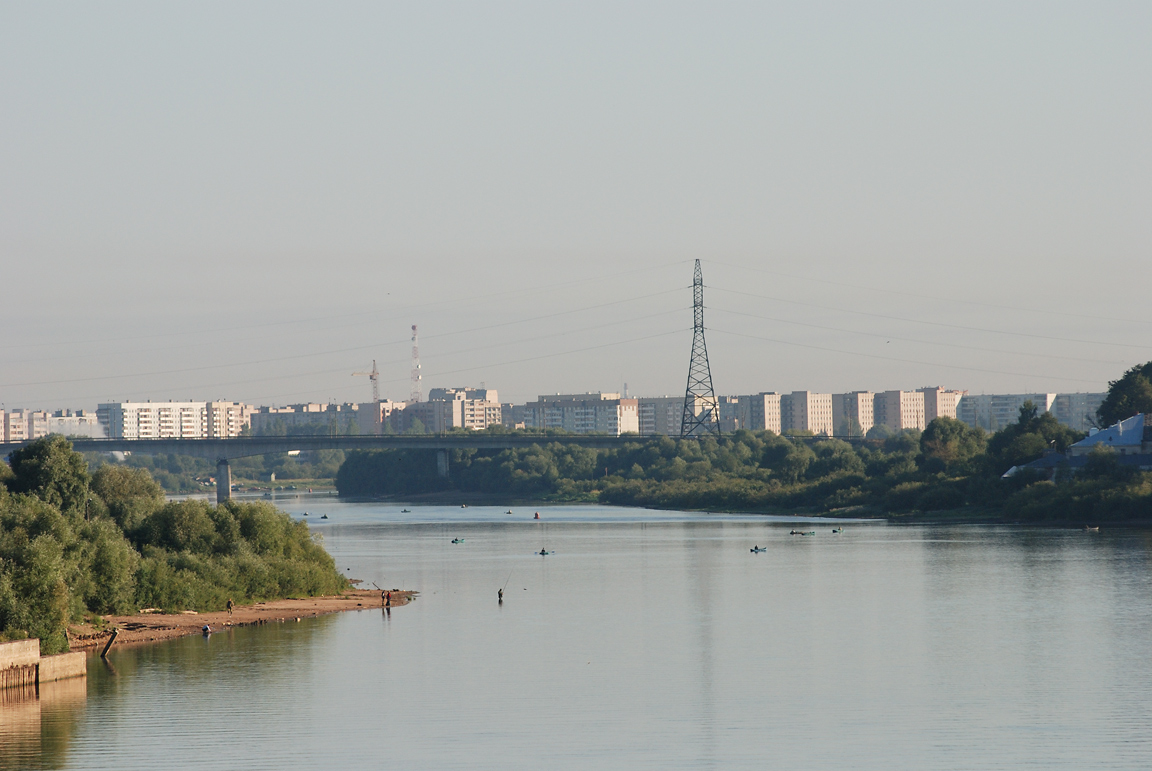
ノヴゴロド市内を流れるヴォルホフ川

主な支流には、ノヴゴロド市付近を迂回するようにヴォルホフ川上流で分かれているマールイ・ヴォルホヴェツ入り江に流入する右支流のヴィシェラ川（Вишера）、ケレスト川（左支流、Кересть）、オスクヤ川（右支流、Оскуя）、プチェズワ川（右支流、Пчевжа）、ティゴダ川（左支流、Тигода）、チョルナヤ川（右支流、Чёрная）、ヴロヤ川（左支流、Влоя）、オロムナ川（左支流、Оломна）がある。
流域の主な都市は、ノヴゴロド、キーリシ、ヴォルホフ、ノヴァヤ・ラドガなど。
流域の古生代オルドビス紀に遡る地層からは、アサファス目の三葉虫（ネオアサフス・コワレフスキーなど）の化石が多数出土している。

## 歴史

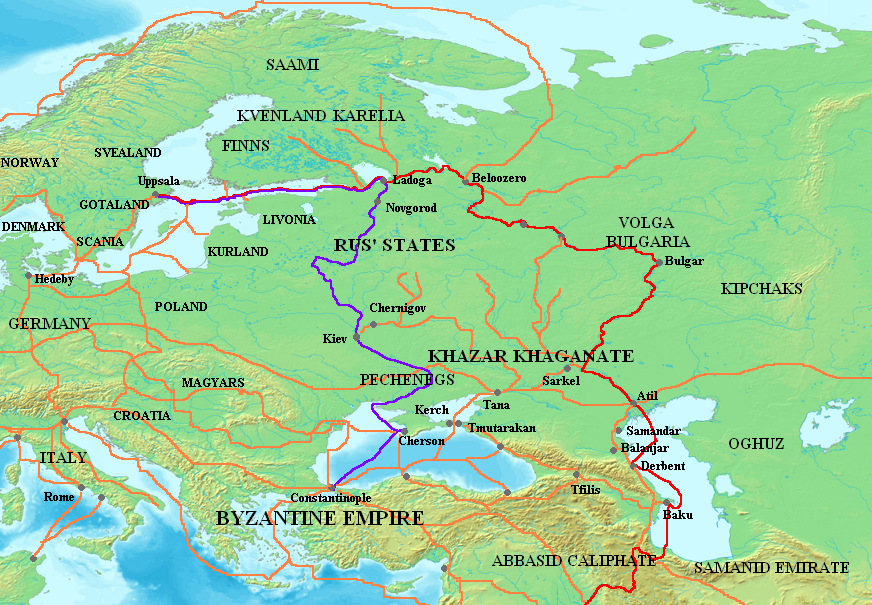
ヴァイキングが往来した「ヴァリャーグからギリシャへの交易路」

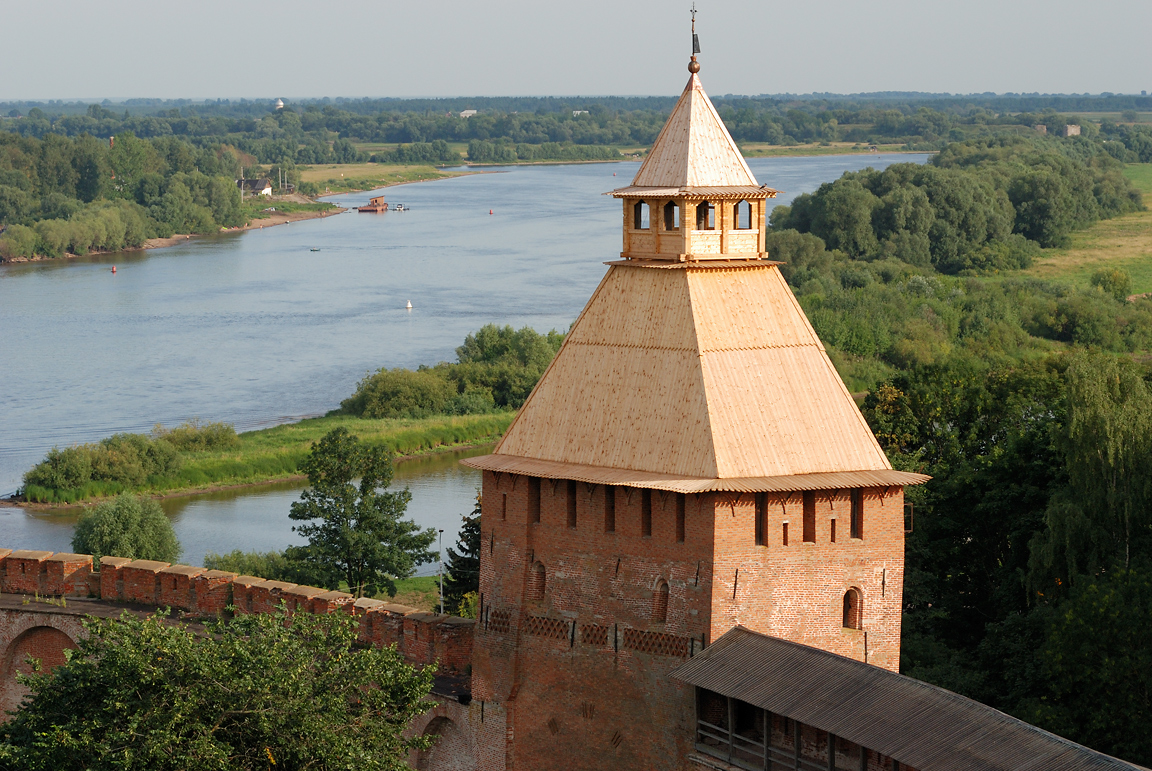
中世以来の古都ノヴゴロドを流れるヴォルホフ川

広大なロシアにおいては比較的短い川であるが、ヴォルホフ川はロシアの歴史や経済において重要な役割を果たしてきた。かつての首都であるサンクトペテルブルクの旧証券取引所の建物の両側には海戦記念柱があるが、この柱に象徴されている四大河川はヴォルガ川・ドニエプル川・ネヴァ川とヴォルホフ川である。
9世紀半ばには、ヴォルホフ川はヴァリャーグ（ヴァイキング）たちが支配するルーシ・ハーン国の南北交易路として多くの船や人や物が行き交った。北のスカンジナビアと南のオリエントを結ぶルーシの主な通商路は、バルト海からネヴァ川、ラドガ湖、ヴォルホフ川、イリメニ湖を遡ってヴァルダイ丘陵に至り、ドニエプル川を経て黒海からギリシャ（東ローマ帝国）に至るルート（ヴァリャーグからギリシアへの道）と、ヴォルガ川を経てカスピ海やペルシャに至るルートとがあった。古代（8世紀から9世紀）のロシア（ルーシ）の最初の都であったスターラヤ・ラドガ（ラドガ）はラドガ湖に近いヴォルホフ川下流に、および中世ロシアの主要都市ヴェリーキイ・ノーヴゴロト（ノヴゴロド）はイリメニ湖に近いヴォルホフ川上流にあった。
ラドガ湖（ノース人の話したノース語ではアルデイギャ Aldeigja, ここから古東スラブ語の「ラドガ」へ転じた）からヴォルホフ川に入ってきたヴァイキングの商船は、交易拠点であったアルデイギュボルグ （Aldeigjuborg, スターラヤ・ラドガのノース語名）に錨を下ろし、小舟に乗り換えてヴォルホフ川下流の急流地帯を漕いで遡った。途中には彼らの航行を守る要塞化された居留地がいくつもあった。イリメニ湖に入る直前、現在のノブゴロドから13km北（下流）のホロピイ・ゴロドク（Kholopy Gorodok）にも、交易拠点が設けられていた。